# 大卫·洛克菲勒
大卫·洛克菲勒（英語：David Rockefeller，1915年6月12日—2017年3月20日）是一位美国銀行家，曾擔任大通曼哈頓公司的董事長兼首席執行官。他曾是洛克菲勒家族第三代中最年長的成員。

## 生平
生于纽约市，是美国洛克菲勒家族第三代成员，其爷爷约翰·戴维森·洛克菲勒曾创办标准石油公司并曾为全球首富。大卫·洛克菲勒曾任美国大通银行主席，2017年3月净资产约33亿美元。他曾向纽约现代艺术博物馆和洛克菲勒大学捐赠近20亿美元。2004年7月至2017年3月担任洛克菲勒家族族长。2017年3月20日去世，享嵩壽101岁。